# Турцевич Іван Григорович
Іва́н Григо́рович Турце́вич (* 4 квітня 1856 — між 20 листопада і 20 грудня 1938) — білоруський вчений-антикознавець, історик-медієвіст, професор Ніжинського історико-філологічного інституту князя Безбородька, дійсний член кількох наукових товариств. Перебував у тісних наукових контактах і особистому спілкуванні з академіком Михайлом Грушевським.

## Життєпис
Навчався у Мозирській, потім — Шавельській гімназіях. По тому вступив до Петербурзького історико-філологічного інституту. 1875 року через хворобу перевівся до нововідкритого Ніжинського інституту князя Безбородька. Ще будучи студентом старших курсів, перебував на посаді вчителя арифметики в Ніжинському жіночому шестикласному училищі.
У 1879—1892 роках — учитель стародавніх мов. У цьому часі перебував у закордонних відрядженнях — протягом 1879—1880 років у Франції, з 1889 по 1890 рік — у Бонні, містах Греції, Італії, Франції.
Входив до складу Товариства Нестора-літописця (11.11.1890) та Київського відділення Товариства класичної філології і педагогіки — з 1890 року був членом ради.
У 1892 році призначений в. о. екстраординарного професора Ніжинського історико-філологічного інституту — кафедра римської словесності. 1908 року вдостоєний звання ординарного професора. У липні 1909 звільнився зі служби за вислугою років. Під час перебування у відставці йому присвоєний чин дійсного статського радника.
У 1909—1914 роках обирався гласним Ніжинської міської думи.
Влітку 1918 року більшовики приходять у Ніжин, Турцевича позбавляють права на пенсію. Восени 1919 року солдати Добровольчої армії реквізують речі професора, після цього він довгий час відчуватиме брак найнеобхіднішого. У 1920 роках радянські владоможці постійно підселяли йому на власний розсуд квартирантів — часом їх число сягало 15, які довели помешкання до розрухи, а професора — до зубожіння. 1922 року Турцевича звільняють з посади професора, того ж року беруть на іншу роботу в інституті. 1924 року Турцевич стає керівником секції античної культури Ніжинського інституту, 1926-го виходить на пенсію — відмовляється від праці з аспірантами, аби не готувати «усередненого» спеціаліста. Весь цей час, аж до смерті тривало приниження та зменшення постаті Турцевича як ученого — з 1919 року він не опублікував жодної праці.
В останні роки життя професор був змушений продавати власні речі та книги з бібліотеки. Похований на Грецькому кладовищі в Ніжині, надгробок не зберігся.

## Серед робіт
- ."Водопостачання Стародавнього Риму" // Сборник статей по классической древности, издание Киевского отделения Общества классической филологии и педагогики. Выпуск 1-й. — Киев, 1884. — С.19-146 а також Сборник статей по классической древности, издание Киевского отделения Общества классической филологии и педагогики. Выпуск 2-й. — Киев, 1885. — С.183-298 ;
- «Культ Вести в Стародавньому Римі», 1887,
- «Про субструкції Капітолію та aedes (templum) Vestae», 1887,
- «Новий російський переклад творів Тацита», 1889,
- «Про важливість вивчення римської державності та найголовніших характеристичних рис її», 1894,
- «Звернення до імператора провінційних сеймів, міських та інших товариств в перші три століття Римської імперії», 1900 та 1901,
- «Панегірик Риму Елія Арістида. Грецький текст з російським перекладом, вступом, коментарем та примітками», 1907,
- «Вступ до Оппіана», 1908,
- «Весталка в пеклі», 1908
- «Філологічні етюди та замітки», 3 випуски,
- «Стародавні оповіді про вдову», 1909,
- «Про один відмінний твір політичної літератури 18 століття», 1912,
- «300 філософських тлумачень у древніх греків», 1914.
- Турцевич И. Заметка о картинной галлереи Института князя Безбородко в Нежине / І. Турцевичъ. — Нежин: Типо-лит. Венгера, 1895. — 49 с.

## Серед учнів
- вчений-візантист Костянтин Штепа
- Т. П. Алеєксєєв,
- В'ячеслав Костянтинович Пухтинський.